# Austrálie na Letních olympijských hrách 1992
Austrálii na Letních olympijských hrách v roce 1992 ve španělské Barceloně reprezentovalo 279 sportovců v 25 sportech. Ve výpravě bylo 187 mužů a 92 žen.

## Medailisté
| Medaile | Jméno | Sport         | Soutěž                                     |
| ------- | --- | ------------- | ------------------------------------------ |
| Zlato   | Kathy Watt | Cyklistika    | Ženy silniční závod jednotlivců            |
| Zlato   | Matt Ryan | Jezdectví     | Jezdecká všestrannost - jednotlivci        |
| Zlato   | Kieren Perkins | Plavání       | Muži 1 500 m volný způsob                  |
| Zlato   | Clint Robinson | Kanoistika    | Muži K1 1 000 m                            |
| Zlato   | Matt Ryan Andrew Hoy Gillian Rolton | Jezdectví     | Družstvo mužů jezdecká všestrannost        |
| Zlato   | Stephen Hawkins Peter Antonie | Veslování     | Muži dvojskif                              |
| Zlato   | Andrew Cooper Mike McKay James Tomkins Nick Green | Veslování     | Muži čtyřka bez kormidelníka               |
| Stříbro | Kieren Perkins | Plavání       | Muži 400 m volný způsob                    |
| Stříbro | Hayley Lewis | Plavání       | Ženy 800 m volný způsob                    |
| Stříbro | Glen Housman | Plavání       | Muži 1 500 m volný způsob                  |
| Stříbro | Gary Neiwand | Cyklistika    | Muži 1 000 m sprint                        |
| Stříbro | Shane Kelly | Cyklistika    | Muži 1 000 m s pevným startem              |
| Stříbro | Kathy Watt | Cyklistika    | Ženy 3 000 m stíhací závod (jednotlivkyně) |
| Stříbro | Danielle Woodwardová | Kanoistika    | K1 slalom ženy                             |
| Stříbro | Brett Aitken Steve McGlede Shaun O'Brien Stuart O'Grady | Cyklistika    | Družstvo mužů 4 000 m stíhací závod        |
| Stříbro | John Bestall Warren Birmingham Lee Bodimeade Ashley Carey Gregory Corbitt Stephen Davies Damon Diletti Lachlan Dreher Lachlan Elmer Dean Evans Paul Lewis Graham Reid Jay Stacy Michael York David Wansbrough Ken Wark | Pozemní hokej | Turnaj mužů                                |
| Bronz   | Nicole Stevenson | Plavání       | Ženy 200 m znak                            |
| Bronz   | Hayley Lewis | Plavání       | Ženy 400 m volný způsob                    |
| Bronz   | Samantha Riley | Plavání       | Ženy 100 m prsa                            |
| Bronz   | Susie O'Neill | Plavání       | Ženy 200 m motýlek                         |
| Bronz   | Phil Rogers | Plavání       | Muži 100 m prsa                            |
| Bronz   | Lars Kleppich | Jachting      | Muži třída Lechner                         |
| Bronz   | Daniela Costianová | Atletika      | Ženy hod diskem                            |
| Bronz   | Tim Forsyth | Atletika      | Muži skok do výšky                         |
| Bronz   | Mitch Booth John Forbes | Jachting      | Družstvo mužů třída Tornado                |
| Bronz   | Rachel McQuillanová Nicole Bradtkeová | Tenis         | Ženy čtyřhra                               |
| Bronz   | Ramon Andersson Kelvin Graham Ian Rowling Steve Wood | Kanoistika    | Muži K4 1 000 m                            |